# 朱慈煊
朱慈炫（又作朱慈煊，1648年4月23日—1662年6月1日），明昭宗朱由榔第三子、母孝剛匡皇后王氏。永曆二年（1648年）出生，出生時受洗成為天主教基督徒，並取教名「當定」（Constantine，今譯“君士坦丁”）。這個教名與羅馬帝國的君士坦丁大帝相同，永曆帝希望藉由該皇子的受洗與即位，使大明能如同羅馬帝國般，開始轉天主教為國教。永曆五年十月辛亥（1651年11月19日）封為皇太子，成為中國史上唯一改信基督宗教之太子。也是南明最后一位太子。
永曆十五年（1661年），吳三桂擒朱慈炫，他大罵吳三桂：「逆賊！大明負了你甚麼？我父子倆負了你甚麼？使我有此下場？」遂於永曆十六年四月十五日（1662年6月1日）與其父一同被絞殺於滇京五華山篦子坡，年十四歲，鄭經追諡為哀愍太子。其身亡處時人稱為逼死坡，即今天的昆明市五華區的華山西路。